# Gate (ljudteknik)
En gate, gejt eller brusgrind (engelska: noise gate) är inom ljudtekniken en typ av ljudutrustning som helt eller delvis dämpar svaga ljud. En gate kan därför användas för att ta bort svaga, oönskade ljud som till exempel brum.
En gate kan användas både i livesammanhang och studio.

## Vanliga användningområden
- Trummor, bara trumslagen kommer igenom, medan kringljud som finns mellan slagen försvinner.
- Tal och sång, för att minimera bakgrundsljud, andetag och annat som eventuellt inte önskas.

## Inställningar och funktioner

### Tröskelvärde
När ingångssignalen når upp till tröskelvärdet (engelska: threshold) börjar den släppas igenom till utgången. Tröskelvärdet anges vanligen i decibel.

### Attacktid
Om en gate öppnas snabbt kan ibland ett klickljud höras när utgångsspänningen plötsligt hoppar från noll till signalens amplitud. Detta kan lösas genom att gaten öppnas över några millisekunders tid, den så kallade attacktiden.
Den optimala attacktiden beror mer på ljudkällans karaktär än låtens eller talarens tempo. En lång attacktid ger en mer naturlig öppning av gaten, men kan göra att transienta ljud som exempelvis trumslag blir oönskat mjuka eller att början av ord försvinner helt. Även estetiska preferenser kan spela in; ett högt tröskelvärde men mycket kort attack kan göra till exempel en virveltrumma mycket mer snärtig.

### Hålltid
Hålltiden (engelska: hold) är den tid gaten hålls öppen efter att signalen sjunkit under tröskelvärdet. Hålltiden kan vara användbar för att till exempel förhindra att gaten stängs mellan en talares ord men att mikrofonen börjar stängas av efter någon sekunds tystnad för att ta bort missljud som handljud och vindbrus.

### Release
När nivån gått under tröskelvärdet igen, och hålltiden löpt ut, avgör releasetiden under hur lång tid gaten ska stängas. Signalen tonas då ut för att undvika en abrupt tystnad. En kort releasetid kan vara fördelaktig för att undvika att oönskade ljud släpps igenom men låter ofta onaturligt om inte ljudet tillåts klinga ut.
Releasetiden, liksom hålltiden, beror ofta på låtens tempo. För trumset är det vanligt att releasetiden justeras så att gaten precis hinner stängas innan nästa trumma spelas för att låta trumman ringa så länge och naturligt som möjligt utan spilljud från de andra trummorna.

### Range
För att ytterligare minska kontrasten mellan öppen och stängd gate, finns ibland en inställning märkt range eller floor som bestämmer hur många decibel signalen dämpas när gaten är stängd. I många fall är en försiktig dämpning tillräcklig för att bakgrundsljudet inte ska upplevas störande och en total tystnad kan då låta mer onaturligt än bakgrundsljudet.